# Tussenstand
Tussenstand is een Nederlandse film uit 2007, met in de hoofdrollen Elsie de Brauw en Marcel Musters. De film werd geregisseerd door Mijke de Jong. Tussenstand won in 2007 drie Gouden Kalveren, voor Beste geluid, Beste actrice en Beste regie, uit vijf nominaties, en kreeg de Prijs van de Nederlandse filmkritiek. De Jong mocht de film produceren door het "Ten to watch"-subsidieproject.
De film bestaat uit gesprekken in extreme close-up, en uit beelden van een zwijgende jongeman die veel naar muziek luistert (niet hoorbaar in de film).
De film is geproduceerd door Lemming Film en werd gedistribueerd door Cinemien. Hij beleefde zijn première tijdens Het Theaterfestival in Amsterdam op 8 september 2007, maar ging pas op 8 november 2007 in première in de bioscopen.

## Verhaal
Isaac sluipt binnen in woningen om daar rond te kijken. Hij wordt een keer ontdekt door een jongen, en gaat dan snel weg. Hij heeft zich teruggetrokken in zwijgende isolatie.
Zijn ouders Martin en Roos zijn gescheiden, Isaac woont bij Roos. Martin en Roos komen enkele keren bij elkaar in cafés en restaurants. Roos probeert de problemen rond Isaac aan de orde te stellen, maar Martin vindt dat zij Isaac de ruimte moet geven. Oude frustraties komen boven, en Martin en Roos luisteren niet naar elkaar.

## Rolverdeling
| Acteur           | Personage |
| ---------------- | --------- |
| Elsie de Brauw   | Roos      |
| Marcel Musters   | Martin    |
| Stijn Koomen     | Isaac     |
| Jennifer Jago    | Ineke     |
| Joan Nederlof    | Carolien  |
| Shireen Strooker | Jawa      |